# Lyktan, Kortedala

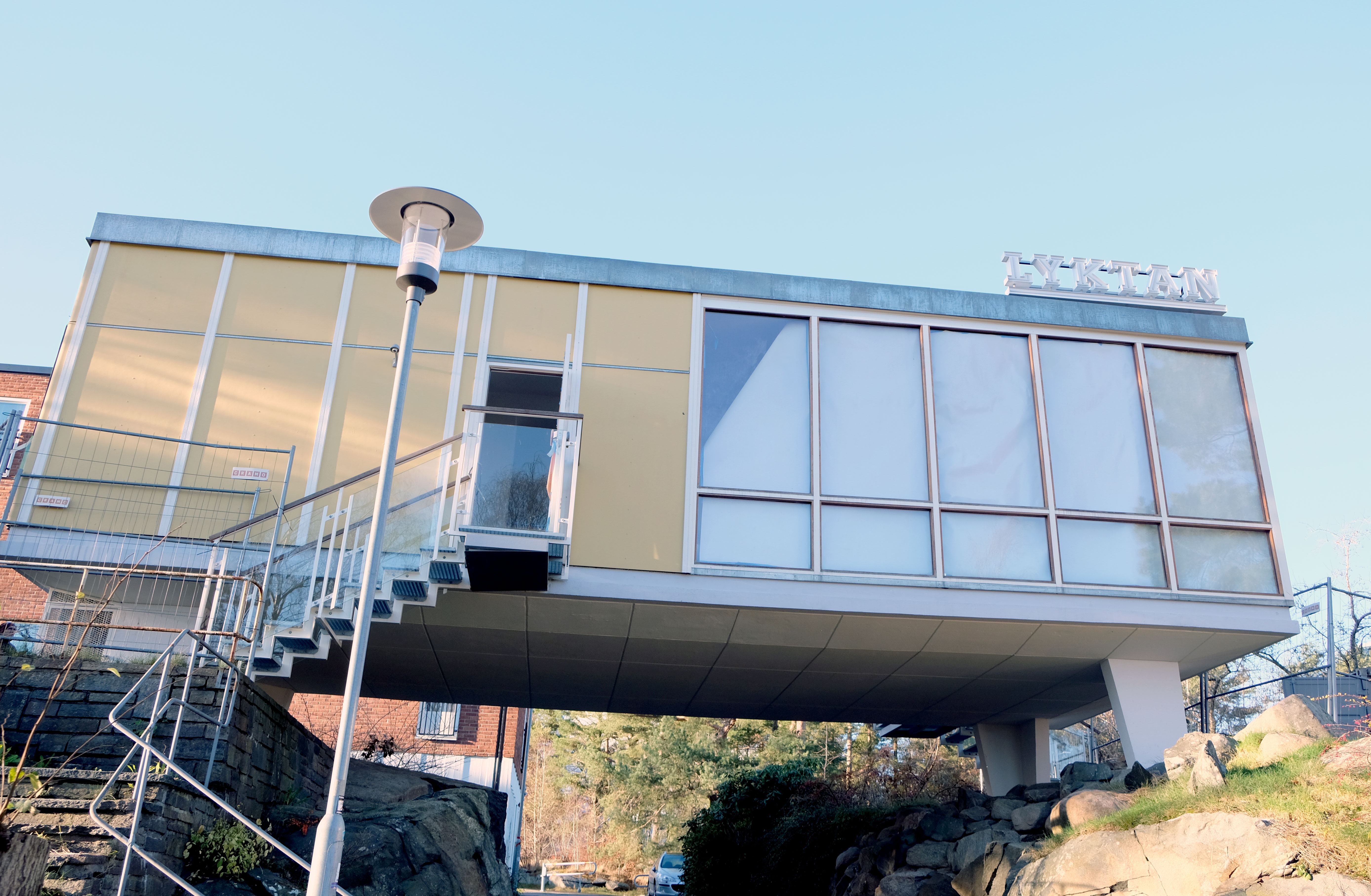
Lyktan i Kortedala.

Lyktan är en tidigare kiosk i Kortedala i Göteborg
Lyktan uppfördes på 1950-talet tillsammans med bostadshusen på Gregorianska gatan och Julianska gatan. Den ritades av Sven Brolid och Jan Wallinder och stod klar 1956 och var då en kiosk som sålde godis och frukt. De två arkitekterna ritade även bostadshusen i området. Kiosken besöktes av Gustaf VI Adolf i samband med att Kortedala visades för kungen 1957. Kioskverksamheten lades ned 1975 och byggnaden användes istället som kontor. År 1995 övergavs den och stod tom under flera år och förföll. Lyktan stod inför rivningshot men under 2020 inleddes en upprustning av Bostadsbolaget. År 2021 började Kulturföreningen Lyktan att använda lokalen.